# Nationaal park Zangezur
Het Nationaal park Zangezur (Azerbeidzjaans: Zəngəzur Milli Parkı) is een nationaal park in  Azerbeidzjan. Het is gesticht op 16 juni 2003 als "Nationaal park Ordubad" en had toen een grootte van 12.131 ha. Het ligt in de streek Ordubad van de autonome republiek Nachitsjevan. Op 25 november 2009 werd het uitgebreid tot 42.797 ha en kreeg het de huidige naam.
Het nationaal park kent een grote en bijzondere biodiversiteit. Van deze soorten staan 35 vertebraten, 23 insecten en 39 plantensoortem op de Rode lijst van  Azerbeidzjan. In het park vinden we bijvoorbeeld bijzondere soorten als Kaukasisch luipaard of Perzische panter (Panthera pardus saxicolor), moeflon, bezoargeit en steenarend.